# Passais-Villages
Passais-Villages é uma comuna francesa na região administrativa da Normandia, no departamento de Orne. Estende-se por uma área de 42.36 km². Em 2010 a comuna tinha 1 190 habitantes (densidade: 28,1 hab./km²).
Foi criada em 1 de janeiro de 2016, a partir da fusão das antigas comunas de L'Épinay-le-Comte, Passais (sede da comuna) e Saint-Siméon.